# Oliver Grimm
Oliver Grimm (* 3. April 1948 in München; † 10. Oktober 2017 in Passau) war ein deutscher Synchronsprecher und Schauspieler.

## Leben und Karriere
Der Sohn der UFA-Schauspielerin Hansi Wendler und des Film- und Synchronregisseurs Hans Grimm war der beliebteste Kinderstar der 1950er Jahre in Deutschland. Der erste Film mit ihm wurde bereits 1952 gedreht. Größte Popularität erreichte er 1955 mit dem Film Wenn der Vater mit dem Sohne, in dem er die Hauptrolle neben Heinz Rühmann spielte. Bis ins Pubertätsalter hatte er in fast 20 Familienfilmen eine Hauptrolle.
Nach dem Abitur studierte Grimm drei Semester Hochbau mit der Absicht, Bauingenieur zu werden. Dann entschied er sich aber für den Schauspielerberuf und nahm Schauspielunterricht bei Marlise Ludwig in Berlin. Als Erwachsener konnte er sich im Filmgeschäft nicht etablieren. Grimm spielte am Theater Die Kleine Freiheit in München, am Hebbel-Theater in Berlin, am Theater Basel und von 1977 bis 1979 am Schauspielhaus Zürich. Er machte Tourneen und arbeitete als Synchronsprecher. Er sprach zum Beispiel den weißen Löwen Kimba in der gleichnamigen Zeichentrickserie.
1975 hatte er einen Gastauftritt in Derrick, 2000 spielte er eine kleine Rolle im Film Schule. Zwischen 1995 und 1996 war Grimm die Stimme der Computerspielfigur Hugo in der gleichnamigen TV-Show bei Kabel eins. Hier sprach er den Troll in den Spielwelten und fungierte außerdem täglich als Co-Moderator in Form der live-animierten Version von Hugo im virtuellen Studio.
Zuletzt gastierte er an einigen Theatern. Grimm litt einige Jahre lang an Rachenkrebs und starb daran am 10. Oktober 2017 im Alter von 69 Jahren in Passau.

## Filmografie
- 1952: Ich heiße Niki (ungenannt; in einer kurzen Szene am Ende des Films)
- 1952: Vater braucht eine Frau; Regie: Harald Braun
- 1953: Fanfaren der Ehe; Regie: Hans Grimm
- 1953: Moselfahrt aus Liebeskummer; Regie: Kurt Hoffmann
- 1954: Morgengrauen; Regie: Viktor Tourjansky
- 1954: Frühlingslied; Regie: Hans Albin
- 1955: Griff nach den Sternen; Regie: Carl-Heinz Schroth
- 1955: Wenn der Vater mit dem Sohne; Regie: Hans Quest
- 1956: Mein Vater, der Schauspieler; Regie: Robert Siodmak
- 1957: Kleiner Mann – ganz groß; Regie: Hans Grimm
- 1958: Der schwarze Blitz; Regie: Hans Grimm
- 1958: Majestät auf Abwegen; Regie: Robert A. Stemmle
- 1959: Das schöne Abenteuer; Regie: Kurt Hoffmann
- 1960: Schick deine Frau nicht nach Italien; Regie: Hans Grimm
- 1961: Frau Irene Besser; Regie: John Olden
- 1961: Isola Bella; Regie: Hans Grimm
- 1962: Reach For Glory; Regie: Philip Leacock
- 1962: Lieder klingen am Lago Maggiore; Regie: Hans Grimm
- 1975: Derrick (Episode: Der Tag nach dem Mord; Regie: Helmuth Ashley)
- 2000: Schule; Regie: Marco Petry
- 2004: René Deltgen – Der sanfte Rebell; Regie: Michael Wenk (Fernsehdokumentation; Statements von Oliver Grimm im Rahmen der DVD-Fassung des Films)

## Synchronarbeiten
- Pfiffikus in Die Schlümpfe und die Zauberflöte
- Steve Buscemi in Miller’s Crossing
- Chris Penn in Die wahren Bosse – Ein teuflisches Imperium
- Hans, Sohn des Bürgermeisters, in Frankensteins Tante
- junger Pirat in Asterix bei den Briten
- Philo in Die Fraggles
- Kimba in Kimba, der weiße Löwe
- Krähe Fummle Drummle in Wunderbare Reise des kleinen Nils Holgersson mit den Wildgänsen
- Hase Puuh in der japanischen Anime-Serie Tao Tao